# فینال جام در جام اروپا ۱۹۶۴
فینال جام در جام اروپا ۱۹۶۴، رقابت پایانی جام در جام اروپا در سال ۱۹۶۴ میلادی است که مابین دو تیم باشگاه اسپورتینگ پرتغال و باشگاه فوتبال بوداپست برگزار شده‌است.
این مسابقه که در تاریخ ۱۳ مه ۱۹۶۴ انجام شده‌است با نتیجه ۳ بر ۳ به پایان رسید.
در بازی تکراری که در تاریخ ۱۵ مه ۱۹۶۴ برگزار شد باشگاه اسپورتینگ پرتغال با نتیجه ۱ بر ۰ به پیروزی رسید.